# Gymnotidae
Gymnotidae – rodzina słodkowodnych ryb otwartopęcherzowych z rzędu Gymnotiformes. W polskiej literaturze proponowano dla niej zwyczajową nazwę drętwikowate.

## Występowanie
Ameryka Północna (tylko południowa część Meksyku), Środkowa i Południowa – po Argentynę. Większość gatunków występuje w płytkich wodach o spokojnym nurcie.

## Cechy charakterystyczne
Ciało wydłużone, węgorzowatego kształtu, w przekroju częściowo lub całkiem zaokrąglone. U dorosłych osobników wysokość ciała jest większa od połowy szerokości u podstawy płetwy odbytowej. Jama ciała bardzo długa z 31–51, a u Electrophorus 100 kręgami. Brak płetwy grzbietowej i płetw brzusznych. Płetwa odbytowa jest ekstremalnie długa – jej przednia krawędź leży tuż za płetwami piersiowymi a tylna przy końcu ogona. Gymnotidae mają narządy elektryczne, które wykorzystują do echolokacji i komunikacji. Maksymalną długość (do 2,5 m) osiąga strętwa. Niektórzy przedstawiciele rodzaju Gymnotus dorastają do 100 cm długości.
Gymnotidae są rybami agresywnymi i terytorialnymi. Prowadzą nocny tryb życia.

## Klasyfikacja
Rodzaje zaliczane do tej rodziny:
Gymnotus – Electrophorus
Jedynym przedstawicielem rodzaju Electrophorus jest strętwa, nazywana „węgorzem elektrycznym”. Wcześniej była wyodrębniana do monogatunkowej rodziny Electrophoridae (strętwowate). Zaliczono ją do Gymnotidae na podstawie badań wykazujących jej bliskie pokrewieństwo z przedstawicielami rodzaju Gymnotus.

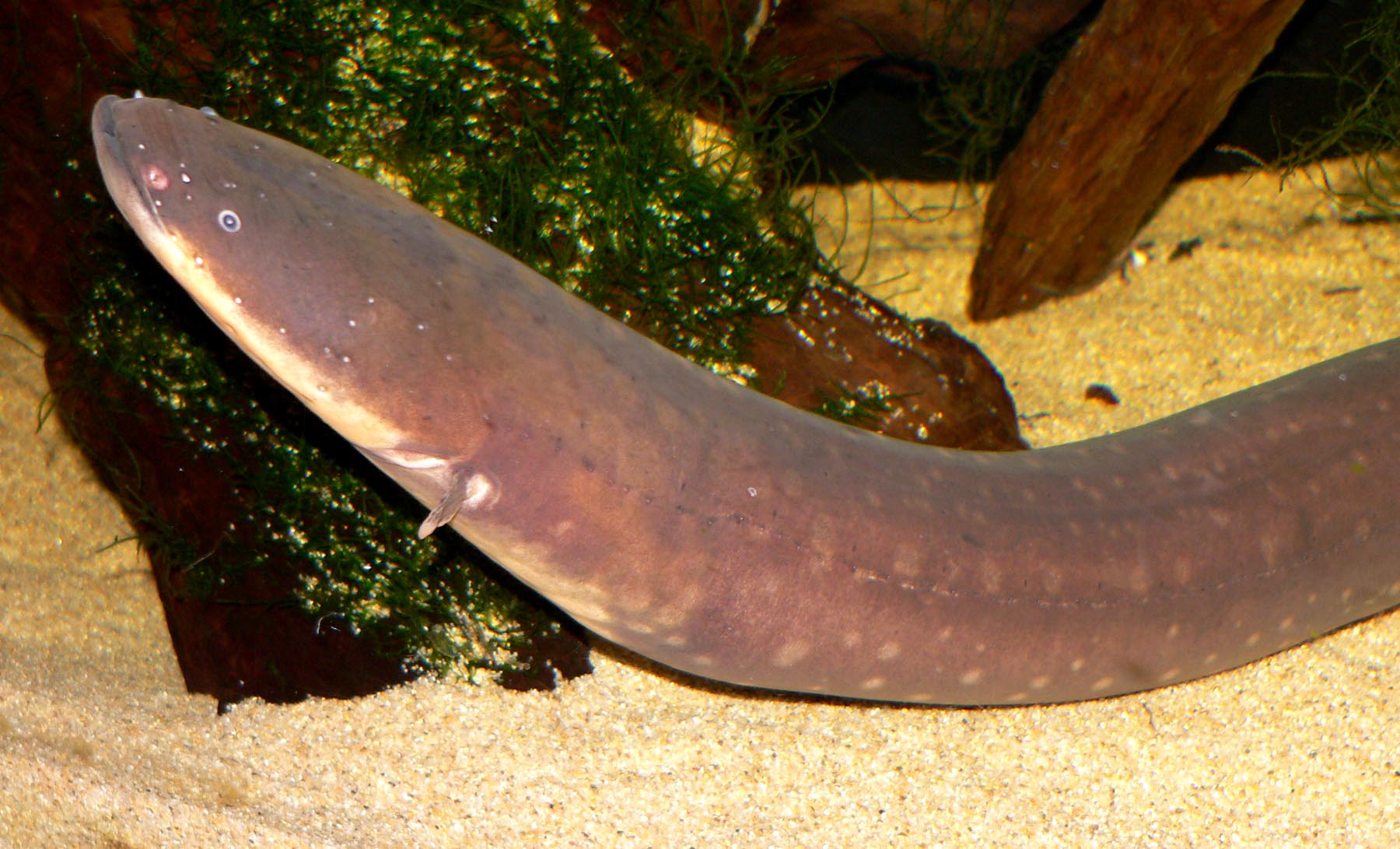
Strętwa (Electrophorus electricus)